# Mmathubudukwane
Mmathubudukwane – wieś w Botswanie w dystrykcie Kgatleng. Według spisu ludności z 2011 roku wieś liczyła 2203 mieszkańców.